# پیرفرانکو ویانلی
پیرفرانکو ویانلی (ایتالیایی: Pierfranco Vianelli؛ زادهٔ ۲۰ اکتبر ۱۹۴۶) دوچرخه‌سوار اهل ایتالیا است.
وی در مسابقات کشوری و بین‌المللی در مجموع برندهٔ ۱ مدال طلا، ۱ مدال برنز شده‌است.